# Itaxanthomelana grandis
Itaxanthomelana grandis är en tvåvingeart som beskrevs av Townsend 1927. Itaxanthomelana grandis ingår i släktet Itaxanthomelana och familjen parasitflugor. Inga underarter finns listade i Catalogue of Life.